# Дуэре

Дуэре на карте штата.

Дуэре (порт. Dueré) — муниципалитет в Бразилии, входит в штат Токантинс. Составная часть мезорегиона Западный Токантинс. Входит в экономико-статистический микрорегион Риу-Формозу. Население составляет  4 592 человека на 2010 год. Занимает площадь 3 424,852 км². Плотность населения — 1,34 чел./км².

## Демография
Согласно сведениям, собранным в ходе переписи 2010 г. Национальным институтом географии и статистики (IBGE), население муниципалитета составляет:
| Полное население                               | Полное население                               | Полное население                               | Полное население                               | 4 592 |
| ---------------------------------------------- | ---------------------------------------------- | ---------------------------------------------- | ---------------------------------------------- | ----- |
| в том числе:                                   | Городское население                            | 3 055                                          | Процент городского населения, %                | 66,53 |
|                                                | Сельское население                             | 1 537                                          | Процент сельского населения, %                 | 33,47 |
|                                                | Мужское население                              | 2 440                                          | Процент мужского населения, %                  | 53,14 |
|                                                | Женское население                              | 2 152                                          | Процент женского населения, %                  | 46,86 |
| Плотность населения, чел/км²                   | Плотность населения, чел/км²                   | Плотность населения, чел/км²                   | Плотность населения, чел/км²                   | 1,34  |
| Население муниципалитета в % к населению штата | Население муниципалитета в % к населению штата | Население муниципалитета в % к населению штата | Население муниципалитета в % к населению штата | 0,33  |

По данным оценки 2016 года население муниципалитета составляет 4 722 жителя.

## Статистика
- Валовой внутренний продукт на 2003 составляет 25.782.536,00 реалов (данные: Бразильский институт географии и статистики).
- Валовой внутренний продукт на душу населения на 2003 составляет 5.555,38 реалов (данные: Бразильский институт географии и статистики).
- Индекс развития человеческого потенциала на 2000 составляет 0,701 (данные: Программа развития ООН).

## Важнейшие населенные пункты
| № | Населённый пункт | Населённый пункт (порт.) | Категория | Население чел. (2010) | На карте                        |
| - | ---------------- | ------------------------ | --------- | --------------------- | ------------------------------- |
| 1 | Дуэре            | Dueré                    | город     | 3 055                 | 11°20′29″ ю. ш. 49°16′01″ з. д. |